# Santiago Tréllez
Santiago Tréllez Vivero, (Medellín, 17 de janeiro de 1990), é um futebolista colombiano que atua como atacante. Atualmente joga pelo Deportivo Pasto.

## Carreira
Santiago Tréllez começou a sua carreira no Independiente Medellín, da Colômbia. Em 2007, acertou um contrato de 3 anos com o Flamengo. Deixou o Brasil no ano seguinte, sem ter atuado no profissional do clube carioca. No começo de 2008, firmou um contrato de 4 anos com o Vélez Sarsfield. Após 3 anos atuando na Argentina, Santiago retornou ao Independiente Medellín. Estreou profissionalmente em 20 de fevereiro de 2011, na vitória por 2 a 0 sobre o Deportivo Cali. Fechou com o San Luis para a temporada 2012–13. Um ano depois, se transferiu com o Monarcas Morelia, onde ficou apenas 6 meses. Atuando no México durante 2012 a 2013, Tréllez voltou ao seu país para ser contratado pelo Atlético Nacional. Foi emprestado ao Libertad em 2015.
Em julho de 2017, foi contratado pelo Vitória para a disputa do Campeonato Brasileiro, retornando ao futebol do país.

### São Paulo
Em 29 de janeiro de 2018, assinou por quatro temporadas com o São Paulo. Fez seu primeiro gol na vitória por 2–0 sobre o São Caetano, classificando o São Paulo para a semifinal do  Campeonato Paulista.

### Internacional
Em 13 de janeiro de 2019, acertou por empréstimo com o Internacional, que pagou R$ 1,5 milhão para ter o atacante colombiano até o fim da temporada. Ao final da temporada, retornou ao São Paulo. Não marcou nenhum gol na temporada, embora tenha atuado, inclusive como titular, em diversas partidas.

### Sport
Em 24 de março de 2021, foi anunciado pelo Sport, por empréstimo até o final do ano.

### Vitória
Assinou, no 4 de Março de 2022, com o Vitória, no fim de seu contrato com o São Paulo. Com a camisa do Vitória, marcou 22 gols em 75 jogos.

### Operário Ferroviário
Em 24 de Agosto de 2023, juntou-se ao Operário Ferroviário Esporte Clube, de graça. Pelo clube atuou em 6 jogos, marcando 2 gols e 1 assistência, contribuindo para o acesso ao Campeonato Brasileiro - Série B: 2024.

### Deportivo Pasto
Em 26 de Janeiro de 2024, Tréllez retorna ao Deportivo Pasto, após o fim de contrato com o Operário Ferroviário Esporte Clube.

## Seleção Colombiana
Pela Seleção Colombiana ele disputou o Campeonato Sul-Americano Sub-17 de 2007, os Jogos Pan-Americanos de 2007 e o Campeonato Mundial Sub-17 de 2007. Totalizando os seus números nas 3 competições, Santiago Tréllez jogou 16 partidas e marcou 4 gols.

## Vida pessoal
Ele é filho do ex-atacante da Seleção Colombiana John Jairo Tréllez.

## Títulos
Atlético Nacional
- Campeonato Colombiano (Apertura): 2014

Monarcas Morelia
- Copa México: 2013

Vitória
- Campeonato Brasileiro - Série B: 2023